# 朱朝㙓
朱朝㙓（1620年—？），號棖陸，河南开封府祥符县人，明朝政治人物。

## 生平
万历四十八年庚申正月初七日生，崇祯十二年（1639年）己卯科举人，十三年庚辰科进士，礼部观政。十五年授行人司行人。